# Seminole (Oklahoma)
Seminole és una ciutat dels Estats Units a l'estat d'Oklahoma. Segons el cens del 2000 tenia 6.899 habitants.

## Demografia
Segons el cens del 2000, Seminole tenia 6.899 habitants, 2.760 habitatges, i 1.827 famílies. La densitat de població era de 190,9 habitants per km².
Dels 2.760 habitatges en un 30,7% hi vivien nens de menys de 18 anys, en un 46,6% hi vivien parelles casades, en un 15,3% dones solteres, i en un 33,8% no eren unitats familiars. En el 29,3% dels habitatges hi vivien persones soles el 15,9% de les quals corresponia a persones de 65 anys o més que vivien soles. El nombre mitjà de persones vivint en cada habitatge era de 2,45 i el nombre mitjà de persones que vivien en cada família era de 3,02.
Per edats la població es repartia de la següent manera: un 26,5% tenia menys de 18 anys, un 10,5% entre 18 i 24, un 24,3% entre 25 i 44, un 19,7% de 45 a 60 i un 19,1% 65 anys o més.
L'edat mediana era de 36 anys. Per cada 100 dones de 18 o més anys hi havia 81,7 homes.
La renda mediana per habitatge era de 25.120 $ i la renda mediana per família de 29.091 $. Els homes tenien una renda mediana de 26.765 $ mentre que les dones 17.474 $. La renda per capita de la població era de 12.946 $. Entorn del 16,3% de les famílies i el 19,9% de la població estaven per davall del llindar de pobresa.

## Poblacions més properes
El següent diagrama mostra les poblacions més properes.